# Nicolas Thierry
Pour les articles homonymes, voir Thierry.
Nicolas Thierry, né le 8 décembre 1975 à Créon, est un homme politique français, écologiste, élu député lors des élections législatives de 2022 et réélu en 2024.

## Situation personnelle

### Jeunesse et études
Il naît en 1975 à Créon dans une famille de viticulteurs. Il date le début de sa prise de conscience politique à l'adolescence : en réaction à « l’arrivée massive des pesticides, l’artificialisation des sols, la disparition des terres agricoles », il se mobilise dans des associations environnementales.
En 2002, il obtient un DESS de psychosociologie de l'environnement à l'université Paris-Sorbonne.

### Parcours professionnel
Il travaille à la gestion des déchets en Polynésie française puis rejoint les Verts en 2005[réf. nécessaire]. Il participe aux campagnes présidentielles de Dominique Voynet en 2007 et d'Eva Joly en 2012. Puis il rejoint le cabinet de Cécile Duflot alors ministre du Logement[réf. nécessaire].
Depuis 2017, il enseigne à Sciences-Po Bordeaux.

## Parcours politique

### Conseiller régional de Nouvelle-Aquitaine
En 2015, il est élu au conseil régional de Nouvelle-Aquitaine où il est vice-président chargé de l'environnement.
En 2021, il mène la liste d'Europe Écologie Les Verts aux élections régionales françaises, toujours en Nouvelle-Aquitaine face à Alain Rousset, devenant le chef de file des écologistes au conseil régional. Sa liste recueille alors 14 % des suffrages.
Élu député en juin 2022, Nicolas Thierry quitte la présidence du groupe écologiste, solidaire et citoyen du conseil régional de Nouvelle-Aquitaine. Le 26 septembre 2023, il annonce sa démission du groupe afin de se conformer à la règle interne de non-cumul des mandats, après un an de transition. Sa démission prend effet le 16 octobre 2023 lors de la séance plénière du conseil régional.

### Député de la Gironde
Lors des élections législatives de 2022, il est le candidat investi par la NUPES dans la deuxième circonscription de la Gironde. Arrivé en tête au premier tour, il est élu député au second tour avec 53,34 % des voix.
À l'Assemblée nationale, Nicolas Thierry est membre du groupe écologiste et siège dans la commission du développement durable et de l'aménagement du territoire.
Lors des élections législatives anticipées de 2024, il est désigné candidat du nouveau front populaire et réélu député au second tour avec 59,01 % des voix.

## Prises de position

### PFAS (substances per- et polyfluoroalkylées)
Les PFAS (substances per- et polyfluoroalkylées), composés chimiques présents dans de nombreux produits manufacturés, sont persistants dans l'environnement et présentent des risques graves pour la santé humaine. Alors que le gouvernement français disposait depuis plusieurs mois d'un rapport sur l'ampleur de la contamination au PFAS en France, Nicolas Thierry demande en mars 2023 que celui-ci soit rendu public. En avril 2023, le rapport est finalement publié et révèle le retard inquiétant de la France.
À l'Assemblée nationale, Nicolas Thierry alerte sur les risques sanitaires et environnementaux liés aux PFAS. En juin 2023, il mène une opération visant à tester la présence de ces substances dans les cheveux de ses collègues députés, les résultats montrent une contamination généralisés des parlementaires testés. Le député écologiste demande en priorité l'interdiction des produits contenants des PFAS et le contrôle de la présence de ces substances dans l'eau potable. Sa proposition de loi, qui prévoit l'interdiction des PFAS dès 2025 lorsque des alternatives existent, a été adoptée à l'Assemblée nationale le 4 avril 2024 dans le cadre de la niche parlementaire du groupe écologiste.

### Fonds marins
Le 17 janvier 2023, Nicolas Thierry fait adopter à l'Assemblée nationale une résolution invitant le gouvernement à défendre un moratoire sur l'exploitation minière des fonds marins,.

## Synthèse des résultats électoraux

### Élections régionales
Les résultats ci-dessous concernent uniquement les élections où il est tête de liste.
| Année | Liste | Liste                 | Région             | 1er tour | 1er tour | 1er tour | 2d tour | 2d tour | 2d tour | Sièges obtenus |
| Année | Liste | Liste                 | Région             | Voix     | %        | Rang     | Voix    | %       | Rang    | Sièges obtenus |
| ----- | ----- | --------------------- | ------------------ | -------- | -------- | -------- | ------- | ------- | ------- | -------------- |
| 2021  |       | EÉLV-G·s-GÉ-CÉ-GRS-PA | Nouvelle-Aquitaine | 180 209  | 12,09    | 4e       | 214 768 | 14,19   | 4e      | 19 / 183       |